# Ogut
Ogut (maced. Огут) – wieś w północno-wschodniej Macedonii Północnej, w gminie Kriwa Pałanka.